# Mutter Fourage

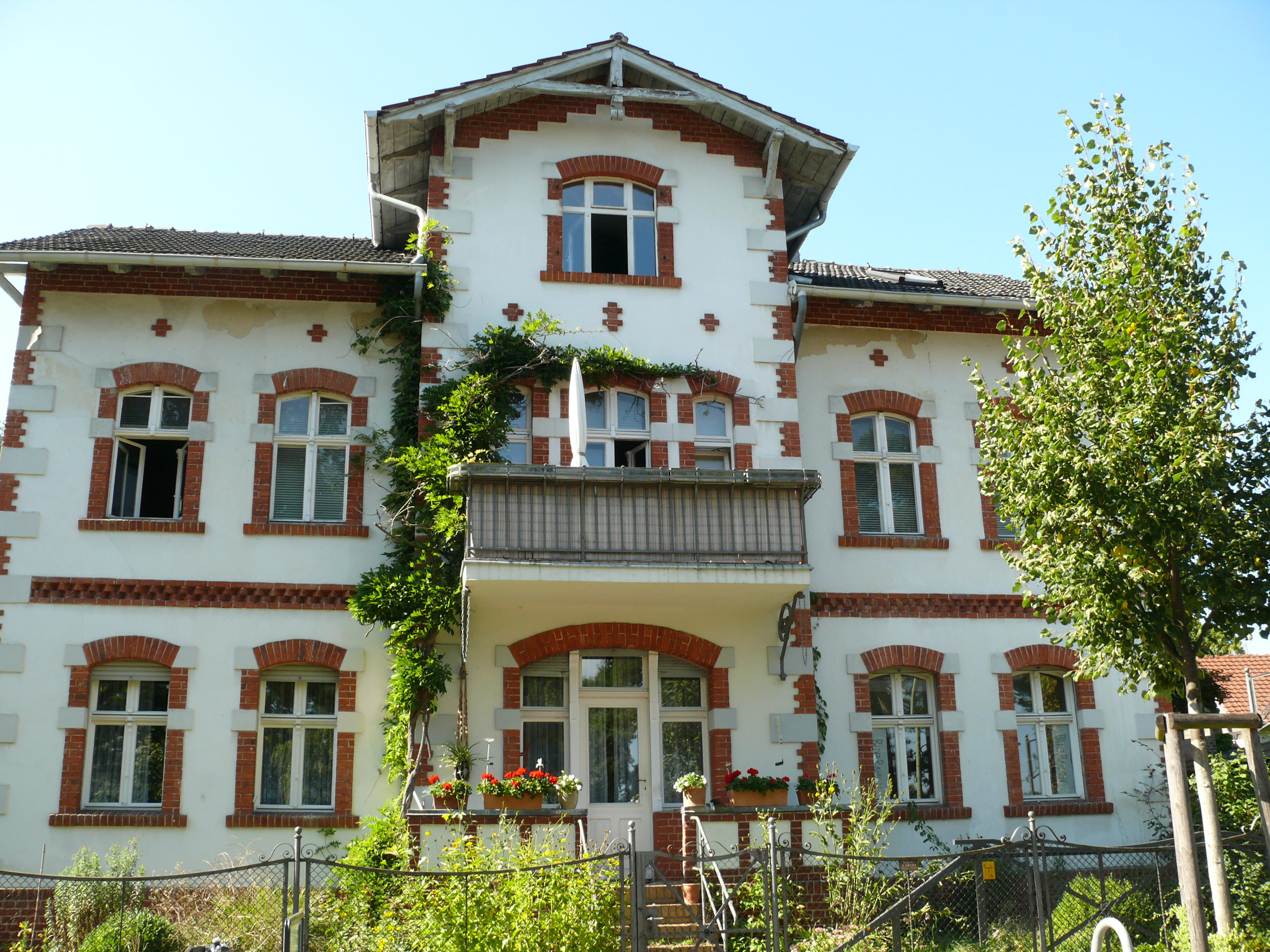
Wohnhaus der Mutter Fourage

Die Mutter Fourage ist ein in einen ehemals landwirtschaftlichen und als Pferdefutterhandlung genutzten Dreiseitenhof integrierter Kulturstandort, der u. a. die Galerie Mutter Fourage sowie die  Kulturscheune in der Chausseestraße 15a in Berlin-Wannsee betreibt. Eigner und Betreiber dieses Kulturstandortes war über viele Jahrzehnte bis August 2021 Wolfgang Immenhausen.

## Mutter Fourage

### Geschichte
1900 hat Wilhelm Hönicke in der Chausseestraße 15 in Berlin-Wannsee auf dem Dreiseitenhof mit zweistöckigem Wohngebäude, einstöckigen Werkstätten und Lagerräumen etc. eine Mehl- und Fouragehandlung gegründet, wofür in der Scheune Heu, Stroh und Hafer als Pferdefutter (Fourage) gehäckselt und verladen wurde. Die gesamte Familie war in den Transport der Ware eingebunden. 1919 kaufte Otto Hönicke seinem Bruder die Fouragehandlung ab und wohnte seither mit seiner Frau und deren gemeinsamer Tochter auf dem Anwesen. Während des Zweiten Weltkriegs war der Hof ein wichtiger Verteiler nach den Abgaberegeln des Reichsnährstandes. Später wurden auch Kartoffeln und andere Futtermittel dort gehandelt.
Die 1924 nach einem Brand der alten Scheune neu gebaute und seit 2012 denkmalgeschützte Scheune der Mutter Fourage besitzt ein Zollingerdach, welches auch Thema einer Ausstellung war. Zum 50-jährigem Jubiläum im Jahr 1950 wurde das Wohnhaus renoviert. Otto Hönicke hatte den Betrieb zu einem Kartoffelgroßhandel ausgebaut und vererbte diesen 1957 an seine Tochter, der Mutter von Wolfgang Immenhausen.
1977 musste der Familienbetrieb aufgrund der sinkenden Nachfrage nach Fourage geschlossen werden. In Anlehnung an Mutter Courage von Bertolt Brecht benannte Wolfgang Immenhausen den renovierungsbedürftigen Hof noch im gleichen Jahr in „Mutter Fourage“ um und startete auf ihm gemeinsam mit dem ihm vom Grips-Theater bekannten Autor Stefan Reisner und dem Unternehmer Lutz Peters eine Wohn- und Arbeitsgemeinschaft für den Betrieb einer ökologischen Futter- und Gartenbedarfshandlung, die Scheune mit der außergewöhnlichen Dachkonstruktion wurde zur Kulturscheune, in der sie Kinderfeste mit Clowns, Pfingstkonzerte und Hoffeste für Nachbarn und Freunde aus der Stadt organisierten. Als Mutter Fourage – Futtermittelhandels GmbH Wannsee wurde der ursprüngliche Handel mit Futtermittel im Namen aufrechterhalten.
Der 1980 aufgestellte Taubenturm stellt inzwischen das Wahrzeichen der Mutter Fourage dar. Die Mitbegründer Reisner und Peters stiegen 1985 aus, zeitgleich beendete Immenhausen sein Engagement im Grips-Theater. Immenhausen und Sabine Schneider bauten ab Mitte der 1980er gemeinsam das Kulturprogramm der Mutter Fourage in der Kulturscheune aus, die als Veranstaltungsort für Konzerte (z. B. von den zwölf Cellisten der Berliner Philharmoniker), Theateraufführungen und Lesungen etabliert wurde, und richteten in dem ehemaligen Wagenschuppen die Galerie Mutter Fourage ein.
Unter dem Motto „Kunst und Ökologie“ wurden auf dem Hof bis 2007 Heidschnucken, Pferde, Schweine und Tauben gehalten, was dann jedoch aufgrund von Auflagen des Veterinäramtes aufgegeben werden musste, und 1989 einer der ersten Naturkostläden Berlins eröffnet (heute verpachtet als Feinkostladen). Darüber hinaus sind derzeit Räumlichkeiten an das Hofcafé, eine Gärtnerei und ein Bilderrahmenatelier verpachtet.
Im August 2021 gab Wolfgang Immenhausen die Leitung der Galerie Mutter Fourage und der Kulturscheune ab.

### Aufbau
- Galerie Mutter Fourage
- Kulturscheune
- kopfsteingepflasterter Hof
- Wohnhaus

verpachtete Räumlichkeiten
- Hofcafé (1995 eröffnet)[7]
- Feine Kost bei Mutter Fourage (Feinkostladen, hervorgegangen aus dem 1989 gegründeten Naturkostladen)[8]
- Gärtnerei (Ziehen von Pflanzen ohne Pestizide und Herbizide)[9]
- Bilderrahmenatelier[10]

## Galerie Mutter Fourage
Grundlage der Galerie Mutter Fourage war die Sammlung von Wolfgang Immenhausen, der u. a. vor Jahrzehnten für wenig Geld Werke des seinerzeit vergessenen Wannseer Malers und Mitbegründers der Berliner Secession Philipp Franck erwarb, die heute ein Vielfaches wert sind. Neben Ausstellungen des Galeriebestandes wurden und werden in der Galerie Mutter Fourage auch Werke von Gegenwartskünstlern ausgestellt.
Im August 2021 gab Wolfgang Immenhausen die Leitung der Galerie Mutter Fourage ab, behielt aber noch die Aufgabe des Kunsthandels.

### Werke im Bestand der Galerie (Auswahl)
Werke von Künstlern der Berliner Secession sowie Vertreter der sogenannten Verschollenen Generation, d. h. Maler, die den Ersten Weltkrieg erlebten, in der Weimarer Republik erfolgreich ihren künstlerischen Weg fanden, in der Nazizeit aber als „entartet“ stigmatisiert und verboten wurden, sind im Bestand der Galerie und werden kontinuierlich in Ausstellungen gezeigt:
- Oscar Begas (1828–1883)
- Philipp Franck (1860–1944)[13]
  - Kartoffelernte, 1902
  - Der Wannsee, 1914
- Max Liebermann (1847–1935)
- Emil Pottner (1872–1942)
- Ulrich Hübner (1872–1932)
- Franz Heckendorf (1888–1962)
- Arthur Degner (1888–1972)

Zeitgenössische Künstlerin
- Ingeborg Hunzinger (1915–2009, Enkelin von Philipp Franck)[14]
  - Die Sphinx, Skulptur, 1991
  - Paar, Bronze, 1993

### Ausstellungen (Auswahl)
- 1979: Sabine Schneider
- 1979: Hildegard Ochse
- 1990: Barbara Raetsch
- 1993: Hans Scheib
- 1997: Max Liebermann in Wannsee – Glanz und Untergang einer Lebenswelt
- 2003: Helen Berggruen[15][16]
- 2007: Opium bei Mutter Fourage – Verhüllt um zu verführen – Die Welt auf der Orange[17]
- 2009: Helen Berggruen – Haus und Landschaft[18]
- 2010: Philipp Franck
- 2010: Helfried Strauß Sanssouci: Skulptur im Park
- 2011: Kleist-Gedenken (200. Todestag)[19]
- 2013: Emil Pottner – Impressionistische Glanzstücke in Malerei und Plastik
- 2015: Das Zollinger Dach – weniger ist Zukunft
- 2015: 33 Jahre Malerei von Sabine Schneider
- 2015: Franz Heckendorf
- 2016: Josef Steiner
- 2016: Eine Annäherung in Wannsee: Verein Berliner Künstler und Berliner Secession[20]
- 2016: Ziegen in der Kunst mit Werken von Max Liebermann, Oskar Kokoschka, Pablo Picasso[21]
- 2018: Eleonore Lingnau-Kluge – Gemälde, Aquarelle und Zeichnungen 1945–2000
- 2018: Rainer Mang & Michael Otto – Skulpturen, Gemälde und Zeichnungen

Wanderausstellungen
- 2010: Vom Taunus zum Wannsee. Philipp Franck zum 150. Geburtstag. Ausstellung im Museum Giersch, Frankfurt (gemeinsam mit Bröhan-Museum)[22]